# Abbaye des Deux-Jumeaux
L'abbaye Saint-Martin des Deux-Jumeaux est une ancienne abbaye bénédictine, devenue prieuré, qui se dresse sur le territoire de la commune française de Deux-Jumeaux, dans le département du Calvados, en région Normandie.
L'ancien prieuré est inscrit au titre des monuments historiques.

## Localisation
L'ancienne abbaye devenue prieuré est située, à l'est du petit bourg de Deux-Jumeaux, dans le département français du Calvados. L'église priorale est au nord des autres bâtiments du prieuré.

## Historique
La fondation de l’abbaye à la fin du VIe siècle ou au début du VIIe est attribuée à un saint du pays nantais, Martin de Vertou, sur le terrain reçu d’un seigneur local. La légende raconte que Martin, au retour d'un voyage en Angleterre, aurait redonné vie à ses deux enfants, morts avant le baptême. Les deux enfants, revenus à la vie, prennent l'habit religieux.
La date de fondation de l'abbaye est inconnue. Toutefois, un abbé des Deux-Jumeaux vivait sous Dagobert Ier. Sous Pépin le Bref qui régna de 751 à 768, Herlemont, évêque du Mans, s'y réfugie, auprès de son frère qui en est l'abbé. Sous Charles le Chauve (823-877), l’abbaye bat la monnaie. L'abbaye est citée en 833 dans le testament d'Anségise de Fontenelle.
Des fouilles en 1958-1961 ont montré la présence d'un habitat gallo-romain imposant. Les quelques archives qui ont été préservés de l'abbaye montre que l'église était sous le vocable de saint Martin de Vertou. Cette église du XIIe siècle succède à deux plus petits sanctuaires plus anciens. Le martyrologe « normand-sénonais » y situe la depositio de deux saints : l'abbé Magnoveus et l'évêque Jean.
Détruite lors des raids scandinaves, elle est relevée avant 1138. Dotée de terres anglaises et normandes, l’abbaye devient prieuré et elle est donnée par Robert de Villiers vers 1190 à l’abbaye de Cerisy. Cette donation est confirmée en 1278.
À la Révolution, Les Deux-Jumeaux était un prieuré simple de l'abbaye de Cerisy, qui avait adopté la réforme de Saint-Maur.

## Description
L'église conserve quelques fragments architecturaux datant de l'époque carolingienne, de l'ancienne abbaye, l'un des quarante établissements monastiques recensé en Normandie.
Le clocher de l'abbaye contient une cloche en Sol #3 fondue par Paul Havard en 1859.

## Protection
L'ancien prieuré est inscrit au titre des monuments historiques par arrêté du 2 juillet 1927.
L'église du XIIe siècle est classée au titre des monuments historiques par décret du 24 mars 1914.

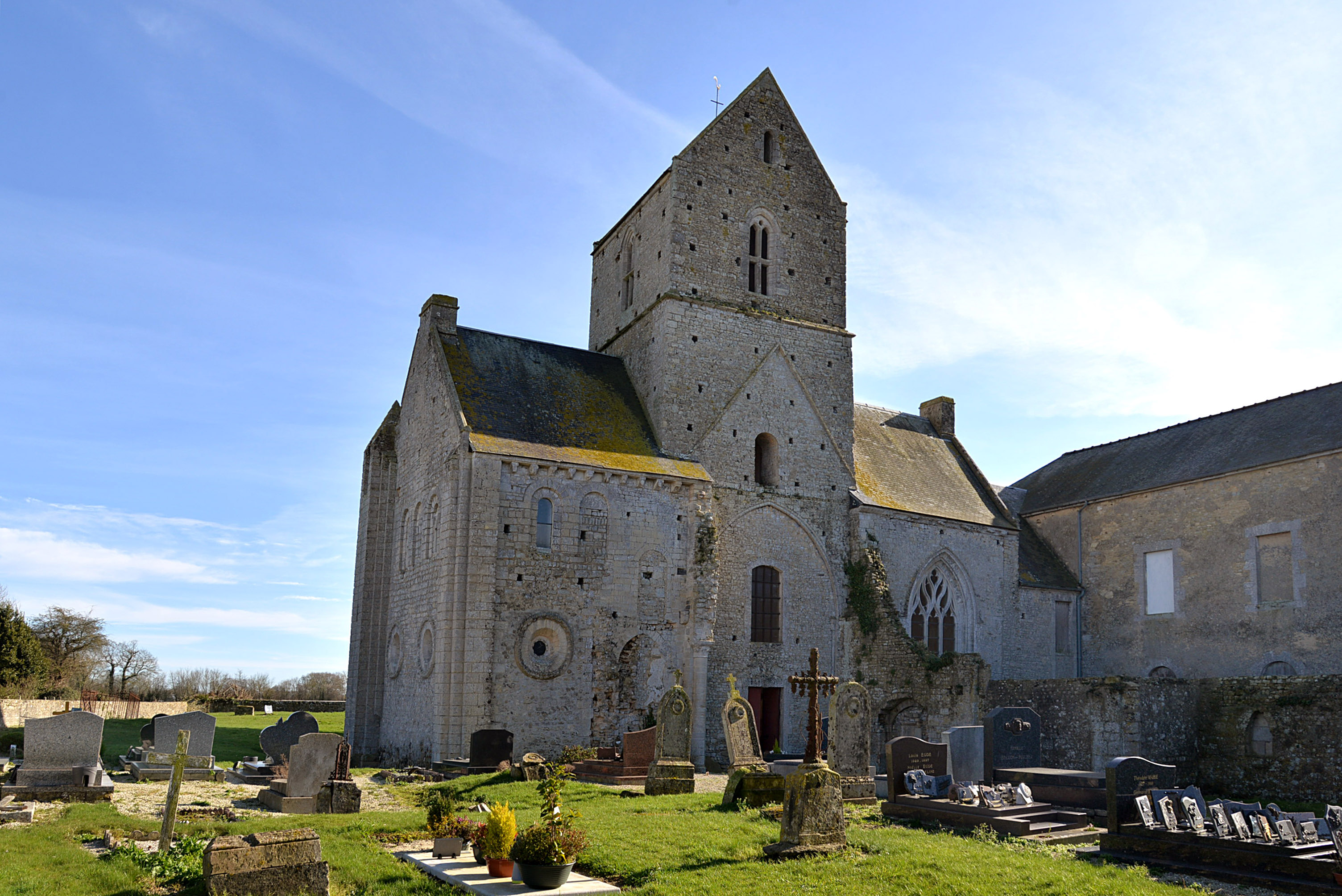
L'église vue nord-ouest.
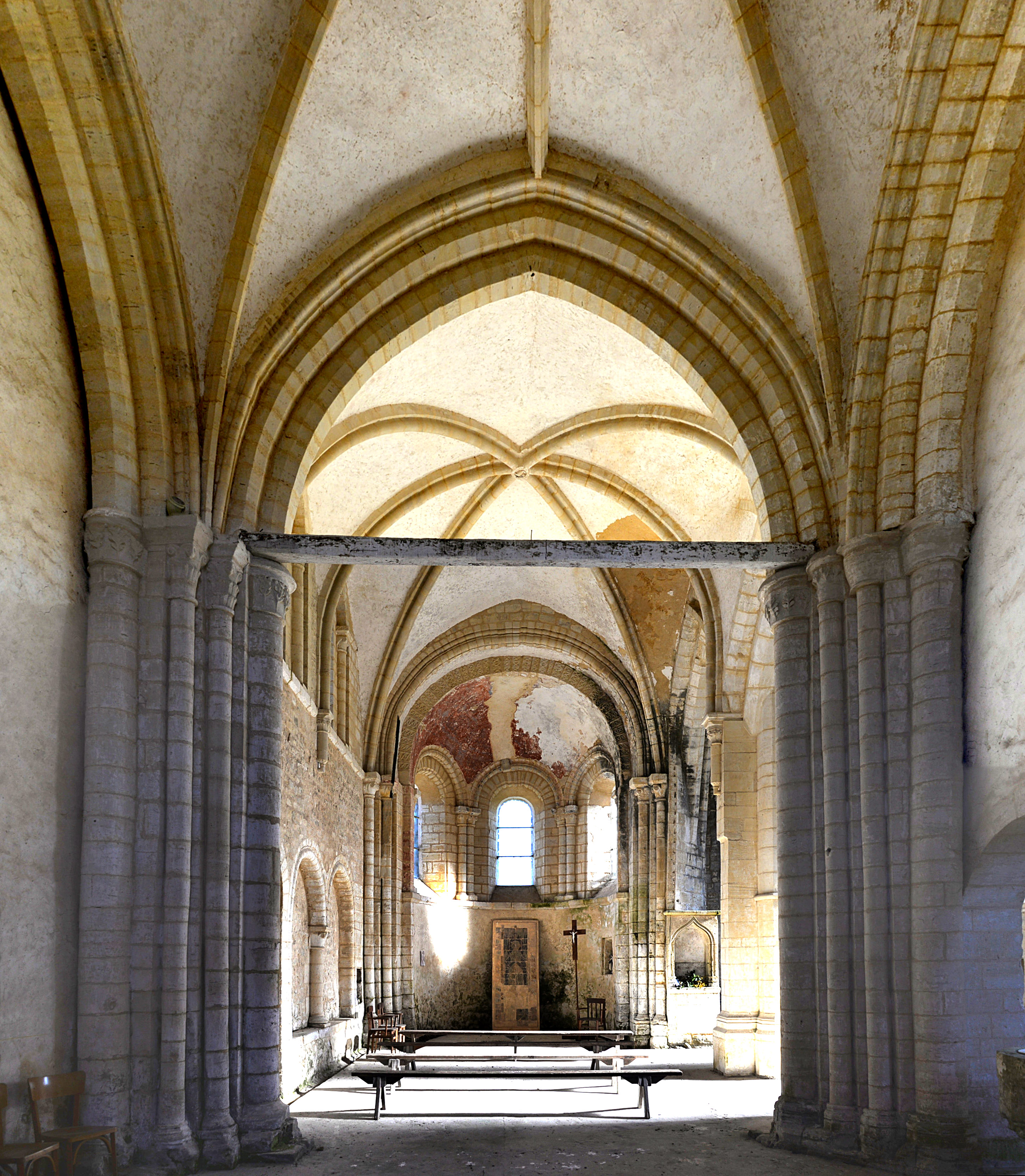
La nef de l'église.
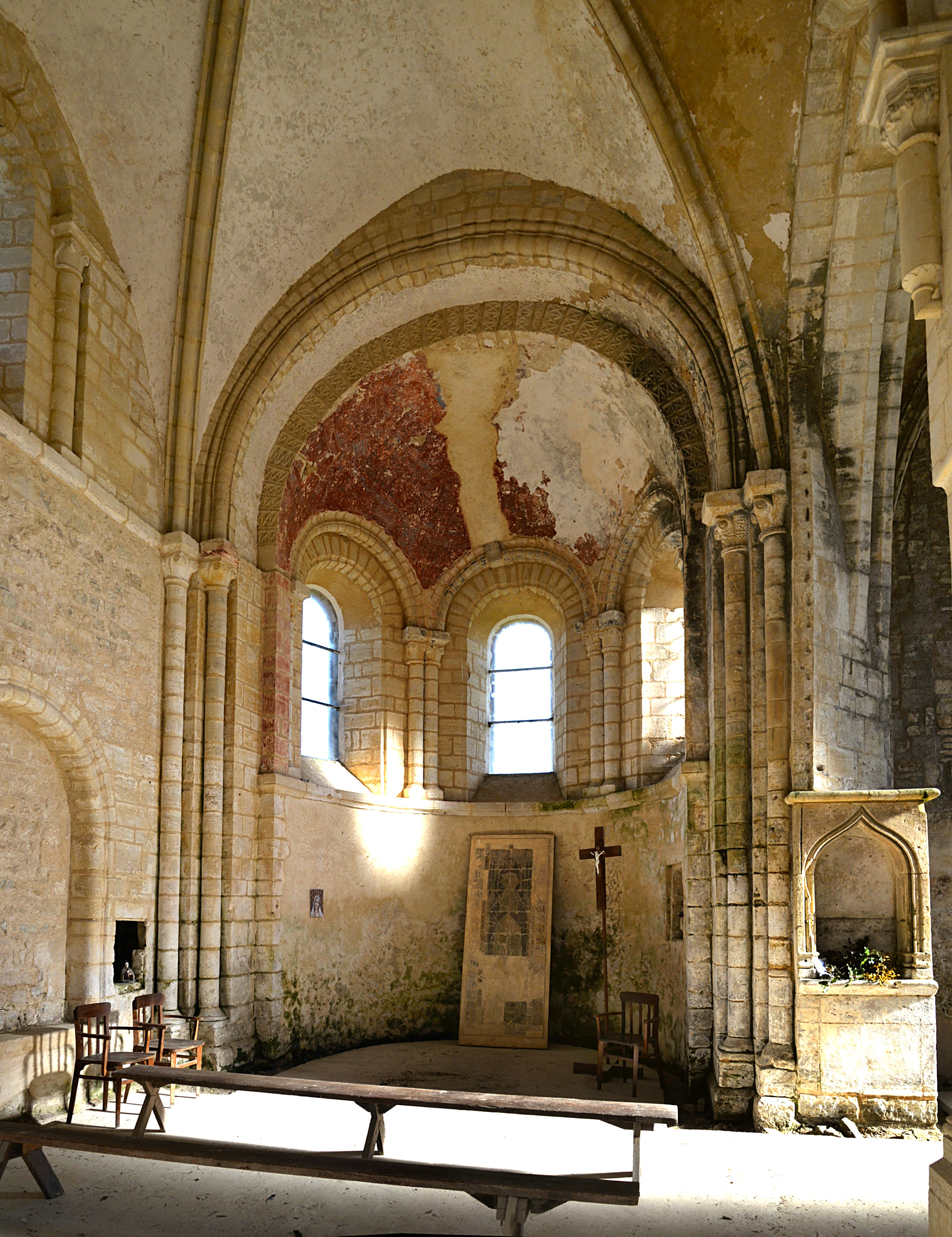
Le chœur de l'église.
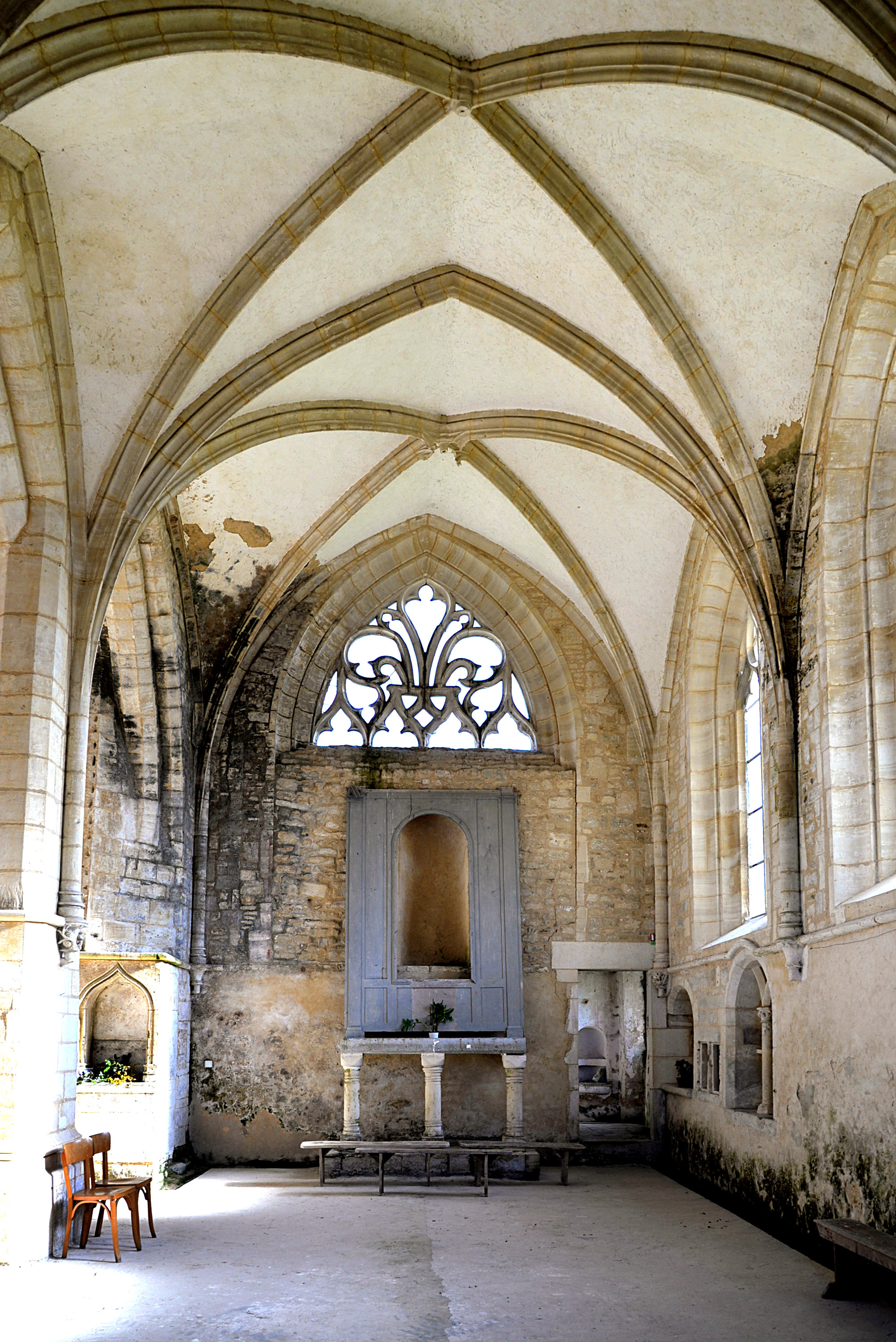
La chapelle de la Vierge.
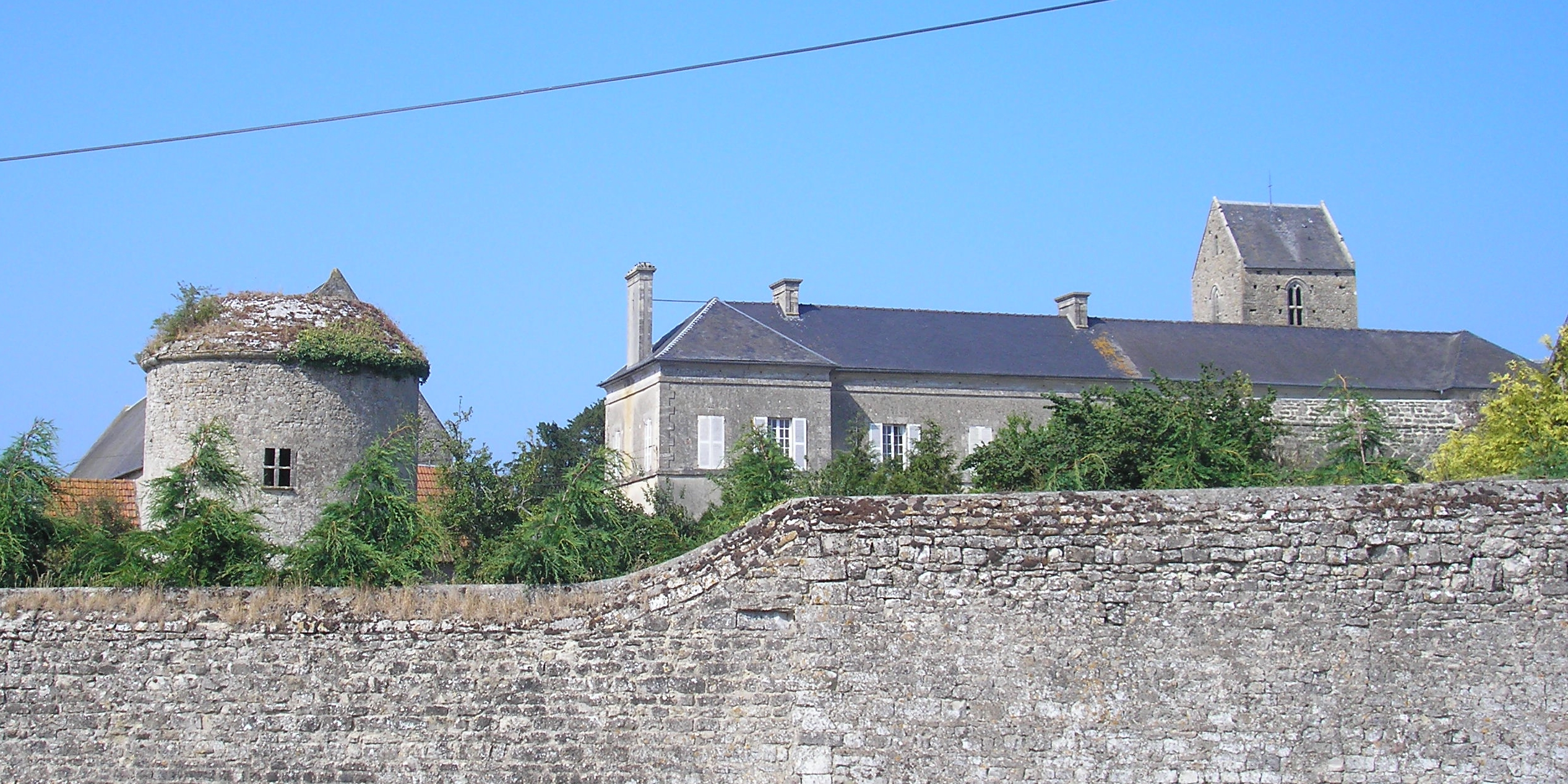
Les bâtiments du prieuré.